# Dogwood
Dogwood é uma banda de punk rock / hardcore cristão, formada em 1993, em Vista, Califórnia. A sua música é muitas vezes comparada a The Offspring, e as suas influências são os Bad Religion, NOFX e Lagwagon. Através das suas influências punk rock e a própria crença Cristã, estão ainda no ativo após 24 anos de vida.

## História
No ano de 1993, Josh Kemble reuniu-se com Jayce Molina na guitarra, Josh Hagquist (dos The Beautiful Mistake) no baixo, e Billy Nichols na bateria para formar a banda Half-Off. Após alguns concertos, a banda decidiu mudar de nome e a sugestão de "Dogwood" em referência a uma lenda urbana, foi aceite.
Em 1996, Dogwood assinou contrato com a antiga Rescue Records, que representava bandas como P.O.D. e No Innocent Victim. Sob o selo da Rescue, a banda lançou dois álbuns de estúdio, Good Ol' Daze e Through Thick & Thin.
Em 1998, a banda e a gravadora separaram-se e o grupo editou o álbum, This is Not a New Album sob o selo da Facedown Records.
Em 1999 assinaram com a Tooth & Nail Records e lançaram More Than Conquerors, seguido de Building a Better Me em 2000, Matt Aragon em 2001 e Seismic em 2003. Em 2004, Tooth & Nail lançaram um álbum dos melhores êxitos da banda, Reverse, Then Forward Again.
De acordo com declarações feitas no Myspace, a banda assinou um contrato com a Roadside Records.

## Prémios
- 2001 - Best Punk Band 2001: San Diego Music Awards[3]
- 2002 - Best Punk Album 2002 (Matt Aragon): San Diego Music Awards[3]

## Membros

### Atuais
- Josh Kemble - vocal
- Danny Montoya - vocal, vocal de apoio
- Rob Hann - baixo
- Russell Castillo - bateria

### Antigos
- Shawn Beaty - baixo, guitarra (1995-1997)
- Sean O'Donnell - guitarra (1997-2001)
- Jayce Molina - guitarra (1993-1998)
- Billy Nichols - bateria (1993)
- Bill Driscoll - baixo (1994-1995)
- Scott Bergen - baixo (2002)
- Josh Hagquist - baixo (1993-1994)
- "Drummin'" Dan Ardis - bateria (2004-2006)
- Joe Sidoti - bateria (1998)
- Andrew Montoya - bateria (2003)

## Discografia

### Álbuns de estúdio
- 1996 - Good Ol' Daze
- 1997 - Through Thick & Thin
- 1998 - Dogwood
- 1999 - More Than Conquerors
- 2000 - Building a Better Me
- 2001 - This is Not a New Album (Reedição do álbum homónimo)
- 2001 - Matt Aragon
- 2003 – Seismic

### Ao vivo
- 2001 - Live at Chain Reaction

### Compilações
- 2004 - Reverse, Then Forward Again

## Videografia
- "Preschool Days" (Do álbum Through Thick & Thin)
- "Feel The Burn" (Do álbum More Than Conquerors)
- "Building A Better Me" (Do álbum Building A Better Me)